# Servins
Servins är en kommun i departementet Pas-de-Calais i regionen Hauts-de-France i norra Frankrike. Kommunen ligger i kantonen Sains-en-Gohelle som tillhör arrondissementet Lens. År 2022 hade Servins 1 146 invånare.

## Befolkningsutveckling
Antalet invånare i kommunen Servins
| Referens: INSEE |